# Stuart M. Besser
Stuart M. Besser (* 1951 oder 1952) ist ein US-amerikanischer Filmproduzent.
Besser tritt seit 1980 im Filmgeschäft in Erscheinung. In den ersten beiden Jahrzehnten war er vor allem als Associate Producer und in verschiedenen Positionen in der Filmproduktionsleitung tätig. Später war er auch als Ausführender Produzent aktiv, und gelegentlich auch als Produzent. Als solcher war er an Haus der Vergessenen (1991), Dr. Giggles (1992) und The Trial of the Chicago 7 (2020) beteiligt. Ein Regisseur, mit dem er mehrfach arbeitete, war Wes Craven.
The Trial of the Chicago 7 brachte Besser bei der Oscarverleihung 2021 gemeinsam mit Marc Platt die Nominierung für den Oscar in der Kategorie Bester Film ein. Sie wurden auch für den BAFTA Film Award, den Chicago Indie Critics Award, den Gold Derby Award und Producers Guild of America Award nominiert.